# Alfredo Perl
Alfredo Perl (Santiago, 1965) es un  destacado pianista chileno.

## Inicios
Desde temprana edad se presentó en actuaciones públicas; la primera fue a las nueve años y desde entonces ha dado numerosos conciertos por todo el mundo. Comenzó sus estudios formales en música con el compositor, pianista y profesor del Conservatorio Nacional, el maestro Carlos Botto Vallarino. Más tarde continuó su enseñanza con el profesor Günter Ludwig, en Alemania, y luego con Maria Curcio —maestra italiana de los reconocidos pianistas Pierre-Laurent Aimard, Martha Argerich, Daniel Barenboim y Mitsuko Uchida— en Londres (Inglaterra).

## Reconocimiento internacional
Ya con treinta años, Alfredo Perl dejó Chile para dar una gira internacional. Se despidió con un ciclo de recitales donde interpretó las 32 sonatas para piano de Beethoven, todas ellas en el Teatro Oriente de Santiago. Posteriormente, la Radio Bremen de Alemania las grabó y editó para una compañía de ese mismo país. Desde entonces, se le ha reconocido con galardones en prestigiosos concursos internacionales, obteniendo premios en Austria, Italia, Japón y en Chile, en el Concurso de Viña del Mar. Todo esto lo ha convertido en uno de los pianistas más destacados de su generación.
La BBC Music Magazine calificó el trabajo de Perl diciendo que «las interpretaciones de Perl son de una calidez y musicalidad extraordinarias; la belleza de su sonido es asombrosa».

## Actualidad
En estos años, Perl ha sido un reconocido pianista internacional con una sólida carrera, consolidándose en Chile como uno de los casos más significativos de la interpretación musical. Se presenta habitualmente en las «Temporadas de Grandes Pianistas» del Teatro Municipal de Santiago.